# Езовый-Ёль
Езовый-Ёль — река в России, протекает по территории Вуктыльского округа в Республике Коми. Устье реки находится в 15 км по левому берегу реки Щугор. Длина реки составляет 12 км.
Река начинается в холмах в 17 километрах к северо-востоку от деревни Кырта. Генеральное направление течения — северо-запад, всё течение проходит по ненаселённой, холмистой тайге. Впадает в Щугор в 11 км к юго-востоку от деревни Усть-Щугор напротив острова Токарьди чуть ниже устья реки Токаръёль. Ширина реки на всём протяжении не превышает 10 м, именованных притоков нет.

## Данные водного реестра
По данным государственного водного реестра России относится к Двинско-Печорскому бассейновому округу, водохозяйственный участок реки — Печора от водомерного поста у посёлка Шердино до впадения реки Уса, речной подбассейн реки — бассейны притоков Печоры до впадения Усы. Речной бассейн реки — Печора.
Код объекта в государственном водном реестре — 03050100212103000062927.